# K3 Dromenshow
De K3 Dromenshow was de laatste concerttournee van K3 in de bezetting van Klaasje Meijer, Hanne Verbruggen en Marthe De Pillecyn.

## Verhaallijn
Het verhaal voor de Dromenshow werd grotendeels gewijzigd nadat Klaasje haar vertrek aankondigde bij K3. Het publiek kon voor haar een afscheidsbrief schrijven die dan tijdens de show kon voorgelezen worden. Ook konden ze voor Hanne en Marthe een brief schrijven om duidelijk te maken wat voor kwaliteiten het nieuwe K3'tje zou moeten hebben.
De Dromenshow werd in België gepresenteerd door Fauve Geerling. In Nederland nam Ron Boszhard de rol als presentator op.

## Setlist
1. Opening (bevat fragmenten uit: Altijd blijven dromen, Teleromeo, Heyah mama, Oya lélé, MaMaSé!, Alle kleuren en 10.000 luchtballonnen)
2. Altijd blijven dromen
3. Medley: 10.000 luchtballonnen en Alle kleuren
4. Leve de cowboys
5. Medley: K3-airlines (Klaasje), Bij de politie (Hanne) en Meiden van de brandweer (Marthe)
6. Dans van de farao
7. Mijn held
8. Medley: Feestje in de keuken en Pina Colada
9. Medley: Superhero en Play-O
10. Medley: Dieper dan de zee en 1.000 kleine matroosjes
11. Medley: Borst vooruit, Kusjessoldaten en De revolutie
12. Medley: Popgroep en Iedereen K3
13. Liefde is overal
14. Beter als je danst

## Optredens
| Datum             | Stad             | Zaal                |
| ----------------- | ---------------- | ------------------- |
| België            |                  |                     |
| 30 juli 2021      | Hasselt          | Ethias Theater      |
| 31 juli 2021      | Hasselt          | Ethias Theater      |
| 1 augustus 2021   | Hasselt          | Ethias Theater      |
| 6 augustus 2021   | Gent             | Flanders Expo       |
| 7 augustus 2021   | Gent             | Flanders Expo       |
| 8 augustus 2021   | Gent             | Flanders Expo       |
| 13 augustus 2021  | Oostende         | Kursaal Oostende    |
| 14 augustus 2021  | Oostende         | Kursaal Oostende    |
| 15 augustus 2021  | Oostende         | Kursaal Oostende    |
| 21 augustus 2021  | Antwerpen        | Lotto Arena         |
| 22 augustus 2021  | Antwerpen        | Lotto Arena         |
| Nederland         |                  |                     |
| 28 augustus 2021  | Amsterdam        | AFAS Live           |
| 29 augustus 2021  | Amsterdam        | AFAS Live           |
| 4 september 2021  | Rotterdam        | Ahoy                |
| 5 september 2021  | Rotterdam        | Ahoy                |
| 18 september 2021 | Den Haag         | World Forum Theater |
| 16 oktober 2021   | 's-Hertogenbosch | Mainstage           |
| 17 oktober 2021   | 's-Hertogenbosch | Mainstage           |
| 20 oktober 2021   | Apeldoorn        | Theater Orpheus     |
| 21 oktober 2021   | Apeldoorn        | Theater Orpheus     |
| 23 oktober 2021   | Breda            | Breepark            |
| 24 oktober 2021   | Breda            | Breepark            |
| 30 oktober 2021   | Groningen        | MartiniPlaza        |
| 31 oktober 2021   | Groningen        | MartiniPlaza        |

## Trivia
- Dit is de eerste show sinds 2003 die niet uitgebracht werd op dvd.
- Van de show werd een livealbum gemaakt. Deze is alleen online te beluisteren en is niet uitkomen op cd.